# 西惠特爾-洛斯涅托斯 (加利福尼亞州)
西惠提爾-洛斯涅托斯（英語：West Whittier-Los Nietos）是位於美國加利福尼亞州洛杉磯縣的一個人口普查指定地區。

## 地理
西惠提爾-洛斯涅托斯的座標為33°58′34″N 118°04′08″W / 33.97611°N 118.06889°W，而該地最高點為海拔高度83米（即272英尺）。

## 人口
根據2010年美國人口普查的數據，西惠提爾-洛斯涅托斯的面積為6.524平方千米，當中陸地面積為6.524平方千米，而水域面積為0.000平方千米。當地共有人口25540人，而人口密度為每平方千米3,914人。